# The Dervish Made Me Do It
The Dervish Made Me Do It è il primo album in studio del duo C.U.B.A. Cabbal & DJ Dsastro pubblicato nel 2005 per la Relief Records EU.

## Tracce
1. Intro - 1'12"
2. Dokan - 2'49"
3. Pezzi D'altri Tempi - 3'48"
4. Arrivano I Mostri - 4'32"
5. Lotta Per 1000 - 3'50"
6. Selvaggio (Feat. Gerardo Destino) - 3'57"
7. Tempismi - 3'54"
8. Fate La Strada (Feat. MC Laye) - 3'22"
9. Tremilaomelie - 2'22"
10. Meteofonia - 3'41"
11. Dinero Dinero (Feat. Omar) - 3'27"
12. L'Uomo Sacco - 4'02"
13. Casinò - 3'13"
14. Don't Touch My Brain - 4'18"
15. Impatto - 4'30"
16. Sabbie Nel Vento (Feat. Pap Kane) - 4'28"
17. Magicapula - 3'38"
18. Danger Zone - 1'57"
19. Reportage Dal Fronte (Feat. Lou X) - 3'42"
20. Monomondo (Remix) - 3'17"
21. Arrabeat - 2'20"